# Ремесленники (сословие)
Ремесленники (также «цеховые») — сословие в Российской империи, занимавшееся ремеслом.
Законодательство разделяло цеховых — мастеров, подмастерий и учеников, которыми назывались только ремесленники, записавшиеся в цехи — и ремесленников и работников, которые жили в местах, где из-за малого развития ремёсел цехи не были учреждены (и существовали только «сводные» ремесленные управы).

## Разряды
В традициях конца XIX — начала XX веков ремесла подразделяли на четыре разряда, к которым относили ремесленников, приготавливающих:
I. — предметы пищи (хлебники и булочники — калачники, саичники, бараночники, пряничники, макаронщики, блинники; мясники — колбасники; повара);
II. — предметы одежды (портные; сапожники; башмачники; рукавичники; шляпочники; скорняки; картузники и модистки);
III. — предметы домохозяйства (печники; столяры; медники; кровельщики; слесари; при этом кузнецы, каретники, колёсники, тележники и обручники вместе обсеспечивали извозный промысел);
IV. — ремесленники и промышленники, не вошедшие в первые три рязряда (часовщики; коновалы; цирюльники; бондари; переплётчики; фотографы и некоторые др., а также кустари, надомники, либо рабочие мелких фабричных заведений, которые другие источники не относят к ремесленным: ямщики, извозчики и машинисты (работники транспорта); фельдшеры (медицинские работники); ткачи; красильщики; кожевники; резчики; токари, штукатуры и маляры, обойщики (строительные специальности); игрушечники и живописцы.

## Цехи
Цехи (организации для занимающихся определённым ремеслом) были созданы Петром I («Инструкция Главному магистрату») вместе с правилами приписки к цехам; цеховые права были уточнены Ремесленным и Городовым положениями Екатерины II.
Цехи имели преимущественное право на занятие своим ремеслом и продажу изделий; лица, не принадлежавшие к ремесленному сословию или цеху (обычно иностранцы и сельские обыватели), должны были для занятия этим ремеслом записаться в ремесленники временно, уплатив для этого сборы; без записи нельзя было нанимать рабочих и вешать вывеску.

### Приписка к цехам
Согласно положению, ремесленная управа должна была вести три списка («книги»):
мастеров, подмастерьев и учеников (ремесленники-евреи также учитывались отдельно). Права состояния для цеховых передавались по рождению и мужем жене, или получались при записи в цех. Дети цеховых по достижении совершеннолетия для сохранения прав должны были записываться в цех сами или переходить в мещане.
Для вступления в цех имеющий право на приписку к мещанству представлял в казённую палату увольнительное свидетельство от прежнего общества или ведомства и приёмное свидетельство от цеха, после чего ремесленная управа записывала его в книгу.
Ремесленники, записанные в цех, получали специальное управное свидетельство, заменявшее паспорт. Свидетельства выдавались на неограниченное время.
С 1799 по 1802 году к цехам в Москве приписывал Ратгауз.
Закон строго различал «коренных», «вечноцеховых» ремесленников, пользующихся «правом и выгодами мещанства», и записанных в цех лишь на время. В Москве «временноцеховые», составляя главную платежную силу и будучи лишены всякого участия в управлении, после протестов, доходивших до Сената, в конце концов одержали победу и, по распоряжению московского губернского правления, в 1892 году были уравнены в правах с вечноцеховыми. В остальных городах все оставалось по-прежнему.

### Ликвидация цехов
Цеховое законодательство рассматривалось как анахронизм уже в XIX веке.
Цеховая структура постепенно ликвидировалась:
- с 1866 года в прибалтийских губерниях было разрешено свободное производство ремёсел и упразднены ремесленные управления в Юго-Западном крае;
- в 1870 году министр внутренних дел вносил предложения об упразднении ремесленного сословия;
- в 1891 году ремесленные управы были ликвидированы в Виленской, Ковенской, Гродненской и некоторых других губерниях;
- в 1902—1903 годах ремесленные управления были упразднены в 107 городах;
- к 1916 году ремесленные управления сохранились только в 29 городах.

После Октябрьской революции сословная организация общества была упразднена по декрету «Об уничтожении сословий и гражданских чинов» в ноябре 1917 года.